# 艾爾 (明尼蘇達州)
艾爾（英語：Isle）是一個位於美國明尼蘇達州密爾湖縣的城市。

## 歷史
艾爾的郵局自1896年營運至今。此地得名自位於米拉湖的湖島。

## 人口
根據2020年美國人口普查的數據，艾爾的面積為8.12平方千米，當中陸地面積為6.99平方千米，而水域面積為1.13平方千米。當地共有人口803人，而人口密度為每平方千米99人。